# Troy Gentile
Troy Francis Farshi (Boca Ratón, Florida; 27 de octubre de 1993), más conocido como Troy Gentile, es un actor estadounidense.

## Biografía
Es hijo de Debbie Gentile, quien trabajó en el departamento de publicidad del periódico Boca Raton News. Gentile se mudó a Los Ángeles con su familia cuando tenía cuatro años.

## Carrera
En 2005 apareció en The Late Late Show with Craig Ferguson. También ha aparecido en varias películas entre 2005 y 2008. Actualmente trabaja en la serie de televisión de la ABC Los Goldbergs, en el papel de Barry Goldberg, uno de los hermanos del protagonista.

## Filmografía

### Películas
| Año  | Título                          | Papel          | Notas                            |
| ---- | ------------------------------- | -------------- | -------------------------------- |
| 2005 | Los osos de la mala suerte      | Matthew Hooper |                                  |
| 2006 | Nacho Libre                     | Nacho (joven)  | Junto con Jack Black             |
| 2006 | Tenacious D: La púa del destino | Lil' JB        | Junto con Jack Black y Kyle Gass |
| 2007 | El novio de mi madre            | Chico peleador |                                  |
| 2007 | Novio por una noche             | Stu (joven)    |                                  |
| 2007 | 9 Lives of Mara                 | Larry          |                                  |
| 2008 | Drillbit Taylor                 | Ryan           | Protagonista                     |
| 2009 | Hotel para perros               | Mark           |                                  |

### Series
| Año       | Título                                 | Papel                  | Notas        |
| --------- | -------------------------------------- | ---------------------- | ------------ |
| 2005      | The Late Late Show with Craig Ferguson | Craig Ferguson (joven) | 1 Episodio   |
| 2006      | Zack y Cody: Gemelos en acción         | Jeremy                 | 1 Episodio   |
| 2007      | Fugly                                  | Nathan                 | 1 Episodio   |
| 2007      | Zip                                    | Nelson                 | 1 Episodio   |
| 2008      | Entourage                              | Mitchell               | 1 Episodio   |
| 2010      | Hawthorne                              | R.J. Paxton            | 1 Episodio   |
| 2013-2023 | Los Goldbergs                          | Barry Goldberg         | Protagonista |